# Cymothoa elegans
Cymothoa elegans är en kräftdjursart som beskrevs av Carl Erik Alexander Bovallius 1885. Cymothoa elegans ingår i släktet Cymothoa och familjen Cymothoidae. Inga underarter finns listade i Catalogue of Life.